# Emil Sax
Emil Sax (Jauernig, 8 febbraio 1845 – Volosca, 25 marzo 1927) è stato un economista austriaco.

## Biografia
Deputato fino al 1879 e professore all'università tedesca di Praga fino al 1893, appartenne alla scuola psicologica austriaca. Fu tra i primi ad applicare la teoria dell'utilità marginale allo studio della finanza pubblica.

## Opere
Fra le sue opere:
- 1883 - Essenza e compiti dell'economia nazionale
- 1887 - Principi teoretici di economia di stato